# FC Utrecht
Der FC Utrecht ist ein Fußballverein in der niederländischen Gemeinde Utrecht. Er entstand 1970 aus dem Zusammenschluss dreier Utrechter Vereine und spielt seither ununterbrochen in der höchsten niederländischen Spielklasse, der Eredivisie. Dreimal gewann der Verein den KNVB-Pokal. Der Vorgängerverein DOS war 1958 Niederländischer Meister.

## Allgemeines
Die Vereinsfarben des FC Utrecht sind Rot-Weiß. Aktuell ist das Heimtrikot zweigeteilt. Von oben links nach unten rechts werden die Farben getrennt. Die Hose ist weiß, die Stutzen in rot gehalten.

## Geschichte

### 1970–1979: Gründung des FC Utrecht
| Saison  | Platz | Punkt | Tore  |
| ------- | ----- | ----- | ----- |
| 1970/71 | 09    | 33:35 | 46:64 |
| 1971/72 | 06    | 40:28 | 56:42 |
| 1972/73 | 08    | 32:36 | 42:55 |
| 1973/74 | 09    | 32:36 | 53:65 |
| 1974/75 | 15    | 26:42 | 40:62 |
| 1975/76 | 14    | 27:41 | 36:57 |
| 1976/77 | 06    | 38:30 | 59:66 |
| 1977/78 | 08    | 33:35 | 40:45 |
| 1978/79 | 13    | 43:55 | 30:38 |

Der Verein entstand am 1. Juli 1970 aus einer Fusion dreier Utrechter Klubs: Elinkwijk, Velox und DOS (Door Oefening Sterk: Durch Übung Stark). Letzterer (gegründet 1901, seit dessen Bau 1936 Benutzer des Galgenwaard-Stadions) war vorher meistens der stärkste der Stadt gewesen.
Erster Trainer des neuen Klubs FC Utrecht wurde der damals 29-jährige Niederländer Bert Jacobs. Ihm zur Seite stand der 25-jährige Fritz Korbach aus Deutschland. An ihnen war es, die drei ehemaligen Vereine zu einem Team zu verschmelzen. Einer der ersten Spielereinkäufe war Co Adriaanse, der vom FC Amsterdam nach Utrecht transferiert wurde. Zusammen mit dem Ex-DOS-Spielern Kor Hildebrand, Ed van Stijn, Piet van Oudenallen, Tom Nieuwenhuys und John Steen Olsen, den früheren Elinkwijk-Spielern Joop Leliveld, Jan Blaauw, Dick Teunissen und Jan Groenendijk sowie dem ehemaligen Velox-Aktiven Marco Cabo bildete Adriaanse den Kern der Mannschaft. Im ersten Spiel der neuen Saison stieß die Mannschaft auf Feyenoord Rotterdam. Jan Groenendijk, welcher auch erster Toptorschütze der Mannschaft wurde, schoss dabei den ersten Pflichtspieltreffer der Vereinsgeschichte. Trotz einer 1:0-Führung verlor die Mannschaft mit 1:4. Die höchste Niederlage der Saison setzte es gegen am 13. Dezember 1970 gegen Ajax Amsterdam. Im Auswärtsspiel unterlag Utrecht mit 1:7 gegen niederländischen Top-Verein. Gegen keinen der drei Großen (Ajax Amsterdam, Feyenoord Rotterdam, PSV Eindhoven) konnte die Mannschaft im ersten Ligajahr punkten. Nach Ablauf der Spielzeit erreichte man den 9. Platz. Im Jahr darauf schlug man sich beachtlich gegen die drei Großen. Gegen Feyenoord gab es zwei torlose Unentschieden, gegen den PSV am 16. Februar 1972 sogar einen 1:0-Erfolg. In den Folgejahren etablierte der FCU sich zwar, war aber meist im Mittelmaß der Tabelle zu finden.

### 1980–1989: Beinahe-Konkurs und erster Titel
| Saison                                 | Platz | Punkte | Tore  |
| -------------------------------------- | ----- | ------ | ----- |
| 1979/80                                | 05    | 45:23  | 67:33 |
| 1980/81                                | 03    | 45:23  | 67:33 |
| 1981/82                                | 05    | 39:29  | 56:38 |
| 1982/83                                | 10    | 31:37  | 51:57 |
| 1983/84                                | 08    | 36:32  | 64:74 |
| 1984/85                                | 10    | 32:36  | 47:42 |
| 1985/86                                | 12    | 32:36  | 40:46 |
| 1986/87                                | 06    | 36:32  | 62:56 |
| 1987/88                                | 10    | 33:35  | 41:55 |
| 1988/89                                | 13    | 29:39  | 49:57 |
| Grau unterlegt: Gewinn des KNVB-Pokals |       |        |       |

1981 schaffte man mit dem dritten Platz in der Eredivisie die bisher beste Ligaplatzierung und somit die erste Teilnahme am UEFA-Pokal. In der ersten Runde gegen FC Argeș Pitești setzte sich die Mannschaft mit 0:0 und 2:0 durch, doch war in der zweiten bereits Endstation. Nachdem das Hinspiel mit 2:1 gegen Eintracht Frankfurt hatte gewonnen werden können, setzte es eine 1:3-Niederlage in der Rückpartie ab, was das Aus im internationalen Wettbewerb bedeutete. Mitte der 1970er bis 1980er bildeten sich Spielerpersönlichkeiten wie Hans van Breukelen, Leo van Veen und Willem van Hanegem, die stets Leistungsträger der Mannschaft waren. Zum Ende der Spielzeit 1980/81 geriet der FC Utrecht negativ in die Schlagzeilen. Unbezahlte Sozialversicherungsbeiträge und Lohnsteuer sowie Einnahmenbetrug wurden aufgedeckt. Der Verein meldete Konkurs und stand kurz vor dem Aus. Fans und Spieler setzten sich darauf für den Klub ein und starteten Unterschriftenaktionen. Außerdem wurde Druck auf die Stadtverwaltung ausgeübt, die vor den Abschlussarbeiten am Stadion Galgenwaard stand. Anhänger des FCU machten darauf aufmerksam, dass es eine Schande für die Stadt sei, ein neues Stadion ohne Erstligafußball zu haben. Schließlich konnte der Konkurs abgewendet werden. 1982 wurde Nissan Motors erster Trikotsponsor des Vereins. Da nicht ausreichend Geld für neue (teure) Spieler vorhanden war, setzte der Klub, wie schon zuvor, verstärkt auf die Jugendarbeit. 1982 erreichte man das Finale um den KNVB-Pokal. Dabei waren 14 der 18 Utrecht-Spieler aus der eigenen Jugendarbeit, unter anderem später international bekannte wie Jan Wouters, Gert Kruys und Frans Adelaar. Das Endspiel ging allerdings an den AZ Alkmaar verloren. In der gleichen Saison gab es die bisher letzte internationale Begegnung mit einem deutschen Vertreter. Gegen den Hamburger SV scheiterte die Mannschaft bereits in der ersten Runde des UEFA-Pokals. Nachdem man 1:0 im Hinspiel gewinnen konnte, schlugen die Hamburger durch ein 3:6 aus Sicht der Utrechter zurück. 1985 war die Überlegung da, den Verein an einen Großinvestor zu verkaufen. Dieser Versuch scheiterte allerdings schon bald. Im gleichen Jahr stand die Mannschaft wieder im Finale um den niederländischen Pokal, setzte sich diesmal durch und konnte den ersten Vereinstitel gewinnen.

### 1990–1999: Nationale Probleme
| Saison  | Platz | Punkte | Tore  |
| ------- | ----- | ------ | ----- |
| 1990/91 | 04    | 42:26  | 42:29 |
| 1991/92 | 11    | 37:39  | 33:35 |
| 1992/93 | 08    | 35:33  | 44:40 |
| 1993/94 | 15    | 26:42  | 40:63 |
| 1994/95 | 12    | 27:41  | 43:60 |
| 1995/96 | 15    | 28     | 27:59 |
| 1996/97 | 12    | 38     | 42:52 |
| 1997/98 | 10    | 43     | 41:42 |
| 1998/99 | 12    | 38     | 54:64 |

In den frühen 1990er Jahren hatte der Verein mit internen Problemen zu kämpfen. Trainer wie Kees Loffeld, Ab Fafié, Henk Vonk und Leo van Veen kamen und gingen, ohne national großartige Aufmerksamkeit zu erreichen. Mit den beiden 15. Plätzen 1994 und 1996 wurden die schlechtesten Platzierungen seit 1975 erreicht. Einzig 1991 wurde mit dem vierten Rang ein Achtungserfolg verzeichnet, der der Mannschaft die Qualifikation zum UEFA-Cup einbrachte. Dort schied man allerdings bereits in der zweiten Runde gegen Real Madrid aus. Ein kleines Budget machte es kaum möglich eine Mannschaft zu formen, die national konkurrenzfähig war. Gute Spieler wurden schnell wieder verkauft, um die Kassen zu füllen. 1996 gab es durch den Finanzdienstleister AMEV dann endlich eine Finanzspritze. Mit Michael Mols wurde ein etablierter Spieler geholt, der fortan das Team führen sollte. Außerdem gab es Überlegungen, eine neue Spielstätte errichten zu lassen. Es folgten einige finanzielle Hilfen, die den Verein in den Folgejahren immer mehr in die Schulden führten.

### 2000–2009: Schulden und Doppelerfolg
| Saison                                 | Platz | Punkte | Tore  |
| -------------------------------------- | ----- | ------ | ----- |
| 1999/00                                | 10    | 46     | 55:61 |
| 2000/01                                | 05    | 59     | 58:43 |
| 2001/02                                | 07    | 51     | 60:51 |
| 2002/03                                | 08    | 47     | 61:55 |
| 2003/04                                | 10    | 46     | 42:52 |
| 2004/05                                | 11    | 44     | 40:43 |
| 2005/06                                | 06    | 55     | 48:44 |
| 2006/07                                | 09    | 48     | 41:44 |
| 2007/08                                | 10    | 46     | 59:55 |
| 2008/09                                | 09    | 44     | 41:44 |
| 2009/10                                | 07    | 53     | 39:33 |
| Grau unterlegt: Gewinn des KNVB-Pokals |       |        |       |

Durch wirtschaftliche Krisen im Frühjahr 2003 stand der Klub vor dem finanziellen Zusammenbruch. Das neue Stadion war im Bau, Geld dafür aber nicht mehr verfügbar. Durch Reorganisation und den Verkauf aller Vermögenswerte schaffte es Utrecht aber erneut sich aus diesem Problem zu winden. Im August 2004 wurde das neue Stadion schließlich eingeweiht.
Trotz dieser Probleme kamen wieder sportliche Erfolge. Unter Frans Adelaar und Foeke Booy stand die Mannschaft zwischen 2002 und 2004 dreimal in Folge im Finale des KNVB-Pokal. Nachdem man 2002 noch unterlag, wurde der Cup 2003 und 2004 gewonnen. Beim ersten Erfolg hießen der Weg ins Endspiel am 1. Juni 2003 in De Kuip VBV De Graafschap Doetinchem, Excelsior Rotterdam und PSV Eindhoven, nachdem man erst im Achtelfinale in den Wettbewerb eingreifen musste. Im Endspiel hieß der Gegner dann Feyenoord Rotterdam. Jean-Paul de Jong brachte den FCU bereits in der ersten Halbzeit mit 1:0 in Führung ehe Igor Gluščević mit einem Doppelschlag die Führung in der zweiten Hälfte ausbauen konnte. Feyenoord-Spieler Bonaventure Kalou verkürzte zwischenzeitlich, doch Dirk Kuyt machte zehn Minuten vor Schluss den Sack zu und der Favorit konnte mit 4:1 bezwungen werden. Nachdem 2003 Feyenoord Rotterdam im Finale geschlagen wurde, gewann das Team 2004 durch einen 1:0-Erfolg gegen FC Twente Enschede den Cup erneut. Entscheidender Schütze war Dave van den Bergh. Neben diesen Erfolgen qualifizierte sich das Team 2001 erstmals seit zehn Jahren wieder für einen internationalen Wettbewerb. 2002, 2003 und 2004 wurde dies wiederholt und man erlangte durch Unentschieden gegen AC Parma und AJ Auxerre Aufmerksamkeit. Größere internationale Triumphe blieben allerdings aus. Vor dem Beginn der Saison 2004/05 wurde der Johan-Cruyff-Schaal, der niederländische Supercup, gewonnen. Utrecht ist neben den großen drei, PSV Eindhoven, Feyenoord Rotterdam und Ajax Amsterdam, der einzige Klub, der diesen Titel gewinnen konnte.
Am 2. April 2008 wurde bekannt, dass der Verein an den Unternehmer Frans van Seumeren verkauft wurde. Dieser sicherte sich für 16 Millionen € 51 % der Anteil am Klub. van Seumeren hat es sich zur Aufgabe gemacht den FC Utrecht national endgültig zu etablieren und Anschluss an die Spitzenmannschaften zu finden. So ging man mit Trainer Willem van Hanegem 2008/09 mit großen Erwartungen in die neue Spielzeit. Diese konnten jedoch nicht von van Hanegem eingehalten wurden und so beurlaubte diesen im Dezember 2008. Kurz darauf entschied man, Ton du Chatinier zum Interimstrainer zu ernennen. Ihm zur Seite stellte man den erfahrenen Henk Vonk. Das erste Spiel unter seiner Leitung, am 28. Dezember 2008, gegen Roda JC Kerkrade wurde mit 3:1 gewonnen. Schließlich legte das Team eine Serie von sieben Spielen ohne Niederlage hin. Dies brachte du Chatinier Vertrauen und er übernahm den Posten des Cheftrainers vollständig. Nach Ablauf seines ersten halben Jahres bei seinem Heimatklub wurde die Mannschaft neunter. Zur Saison 2009/10 legte die Mannschaft einen guten Start hin und verlor erst am sechsten Spieltag ihr erstes Spiel. Bis zum Ende der Halbserie, d. h. am 17. Spieltag, musste das Team nur noch zwei weitere Partien verloren geben. Unter den Siegen gab es einige Achtungserfolge wie ein 2:0-Sieg gegen Ajax Amsterdam und je ein Unentschieden gegen den PSV Eindhoven und Feyenoord Rotterdam. Somit stand der Klub zur Halbserie auf einem guten fünften Rang.
In der Defensive hielt man das Niveau bis zum Ende, allerdings schwächelte die Offensivreihe der Utrechter. Mit insgesamt nur 39 Ligatoren stellte man die Angriffsschwächste Stürmerreihe der Top 12. Insgesamt erzielte die Mannschaft nur 16 Treffer in der Rückrunde. Mit nur 33 Gegentreffern bot man die fünftbeste Hintermannschaft der Eredivisie. Diese lag vor allem auch an Torhüter Michel Vorm, der sein Tor in 17 Spielen sauber ließ. Das Offensivtrio Jacob Mulenga (8 Tore), Ricky van Wolfswinkel (7 Tore) und Dries Mertens (6 Tore) erzielte mit ihren Treffern fast 2/3 der Gesamttoranzahl.

### Entwicklung seit 2010
| Saison  | Platz | Punkte | Tore  |
| ------- | ----- | ------ | ----- |
| 2010/11 | 09    | 47     | 55:51 |
| 2011/12 | 11    | 43     | 55:58 |
| 2012/13 | 05    | 63     | 55:41 |
| 2013/14 | 10    | 41     | 46:65 |
| 2014/15 | 11    | 41     | 60:62 |
| 2015/16 | 05    | 53     | 57:48 |
| 2016/17 | 04    | 62     | 54:38 |
| 2017/18 | 05    | 54     | 58:53 |
| 2018/19 | 06    | 53     | 60:51 |
| 2019/20 | 06    | 41     | 50:34 |
| 2020/21 | 06    | 53     | 52:41 |
| 2021/22 | 07    | 47     | 51:46 |
| 2022/23 | 07    | 54     | 55:50 |
| 2023/24 | 07    | 50     | 49:47 |
| 2024/25 | 04    | 64     | 62:45 |

Nachdem der FCU zur Vorsaison in die UEFA Europa League 2010/11 einzog, schaffte die Mannschaft in sechs Qualifikationsspielen die Teilnahme an der Gruppenphase, wo man als Tabellenletzter der Gruppe K und ohne Sieg ausschied.
In der Liga spielten die Utrechter 2010/11 eine durchwachsene Saison und belegten Platz 9. Angreifer Ricky van Wolfswinkel spielte ein gutes Jahr und erzielte wettbewerbsübergreifend 23 Treffer. Zum Ende der Spielzeit wurde Trainer Ton du Chatinier interimsweise durch Jan Wouters abgelöst.
Für 2011/12 wurde Erwin Koeman als neuer Cheftrainer präsentiert. Dieser musste Abgänge von Stammkräften wie Tim Cornelisse, Michael Silberbauer, Dries Mertens, Michel Vorm und Ricky van Wolfswinkel hinnehmen. Als Ersatz setzte man vor allem auf junge Spieler wie Rodney Sneijder und Daan Bovenberg einschließlich des Schweden-Trios Johan Mårtensson/Marcus Nilsson/Alexander Gerndt und des Japan-Exports Yoshiaki Takagi. Nach einem schlechten Start und "Unbefriedigenden Arbeitsbedingungen" nahm dieser bereits nach nur wenigen Monaten seinen Hut und Wouters sprang erneut als "Feuerwehrmann" ein.

## Wissenswertes

### Torjäger
- Erster Torschütze des Vereins war Jan Groenendijk. Mit achtzehn Treffern 1970/71 war er zugleich auch bester Toptorschütze im ersten Ligajahr.
- Zwischen 1972 und 1980 war Leo van Veen neunmal Topangreifer des FC Utrecht. Nur in der Spielzeit 1974/75 wurde diese Serie von Joop van Maurik unterbrochen.
- Mit 25 Treffer war Erik Willaarts zur Saison 1985/86 bester Angreifer und setzte damit die Bestmarke für die meisten Treffer in einer Saison. Er egalisierte damit den Rekord von Leo van Veen, der 1973/74 24 Tore erzielte. Bisher schafften es nur noch Michael Mols (1998/99) und Dirk Kuyt (2002/03), die 20-Tore-Marke zu erreichen.
- Erster Ausländer, der bester Torschütze des FCU wurde, war der Pole Włodzimierz Smolarek. Zwischen 1991 und 1993 schaffte er diese Leistung dreimal in Folge. Bisher waren es nur noch vier weitere Nichtniederländer, die Toptorjäger wurden.

### Rekordspieler
- Jan Willem van Ede absolvierte zwischen 1981 und 1996 insgesamt 409 Ligaspiele für den FC Utrecht. Damit ist der Torhüter Rekordhalter vor Jean-Paul de Jong (1993–2007) mit 370 Partien und Leo van Veen (1970–1982) mit 367 Begegnungen.
- Berechnet man die 82 Partien, die Leo van Veen bereits für die Vorgängermannschaft DOS bestritt, so ist er mit 449 Einsätzen Rekordhalter.

### Weiteres
Erster Nationalspieler des FC Utrecht war 1979 Willem van Hanegem. Dieser wechselte allerdings bereits als Auswahlspieler zum FCU. Im Jahre 1980 war es dann Hans van Breukelen, der aus der Jugendabteilung des Vereins über die Profimannschaft den Weg zum Nationalteam fand.

## Sponsoren und Ausstatter
| Zeitraum  | Ausrüster          | Sponsor                | Bemerkung |
| --------- | ------------------ | ---------------------- | --- |
| 1970–1972 | Sparta             | -                      | |
| 1972–1976 | Le Coq Sportif     | -                      | |
| 1976–1979 | Puma               | -                      | |
| 1979–1981 | Pony               | -                      | |
| 1981      | Admiral            | -                      | |
| 1982–1983 | Admiral            | Nissan Motor Co., Ltd. | |
| 1983–1989 | Puma               | Nissan Motor Co., Ltd. | |
| 1989–1992 | Lotto Sport Italia | Nissan Motor Co., Ltd. | |
| 1992–1995 | Lotto Sport Italia | AMEV                   | |
| 1995–2001 | Reebok             | AMEV                   | |
| 2001–2005 | Puma               | AMEV                   | |
| 2005–2009 | Puma               | Phanos                 | |
| 2009–2011 | Kappa              | Phanos                 | |
| 2011      | Kappa              | Bank of Scotland       | • im März 2011 gab der FCU bekannt, dass die Bank of Scotland bis zum Saisonende neuer Trikotsponsor sein wird. |
| 2011–2012 | Kappa              | Simpel.nl              | • Ende Juni 2011 wurde der Telekommunikationsanbieter Simpel.nl als neuer Trikotsponsor vorgestellt.            |
| seit 2012 |                    | Healthcity             | |

## FC-Anhänger

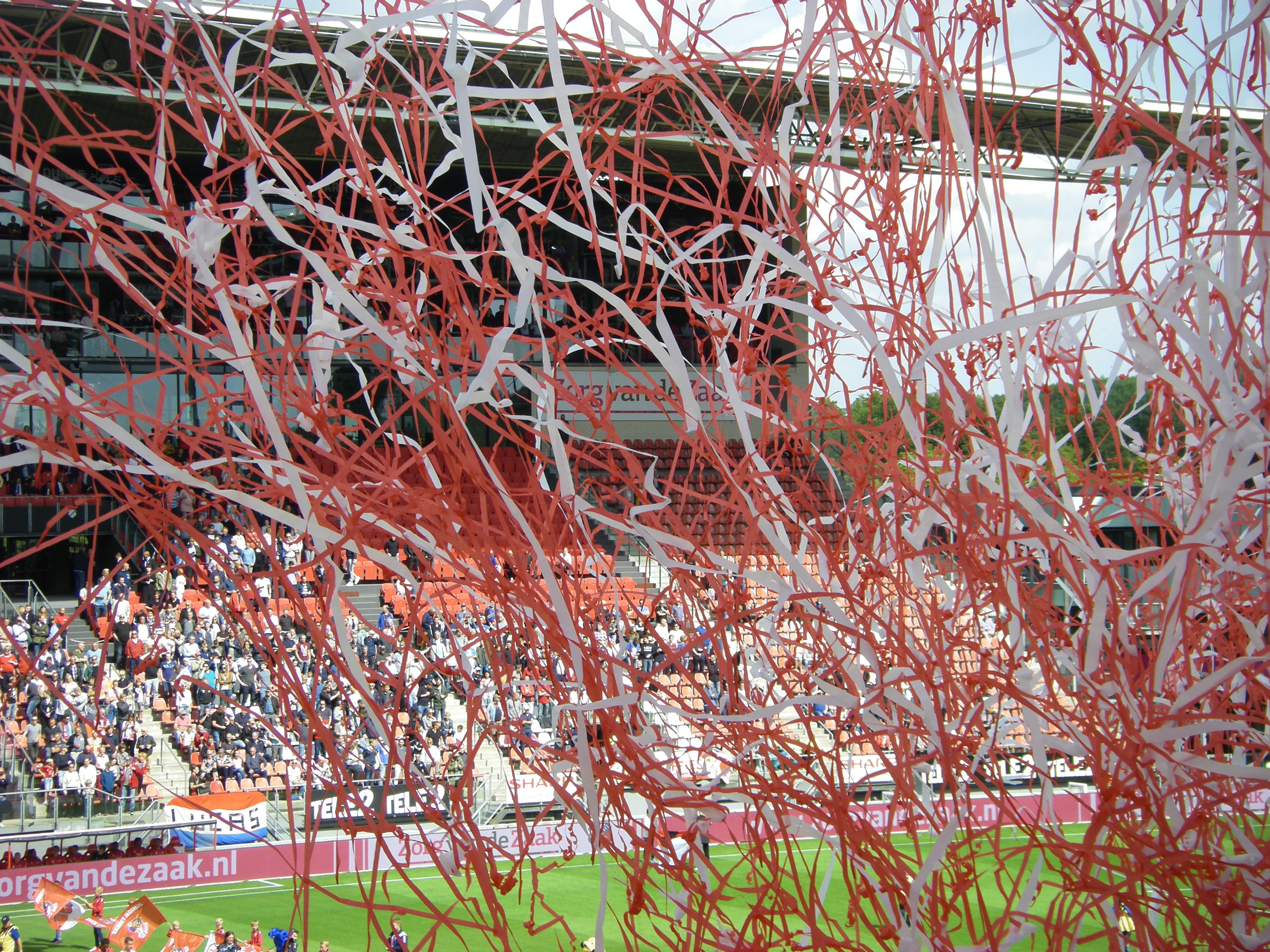
Konfettiregen vor einem Ligaspiel des FC Utrecht

Der FC Utrecht wird schon seit den 1970er Jahren von kleinen Gruppen Fans geplagt, die dem Verein immer wieder durch Randale und anderes schlechte Benehmen schaden. Der FC tut vieles daran, um diesen Rowdys Einhalt zu gebieten. So gibt es eine enge Zusammenarbeit mit der Polizei, und eine strenge Eingangskontrolle von (dem Verein angehörigen) Ordnern bei Heim- und Auswärtsspielen.
Seit Gründung ist die Bunnik Side, eine Zuschauerseite des Stadions, dafür bekannt, von den fanatischen Anhängern des Vereins besetzt zu werden. Besonders bei Spielen gegen Ajax Amsterdam, Feyenoord Rotterdam und ADO Den Haag kommt es immer wieder zu Ausschreitungen. Besonders zwischen 1970 und 1980 kam es zu 58 größeren Auseinandersetzungen. Dies zeigt den damaligen Spitzenwert der Liga. Keine andere Mannschaft wies zum damaligen Zeitpunkt eine höhere Gewaltbereitschaft auf. Mit Errichtung des neuen Stadion Galgenwaard änderte sich die Situation für die Hooligans.

## Stadion

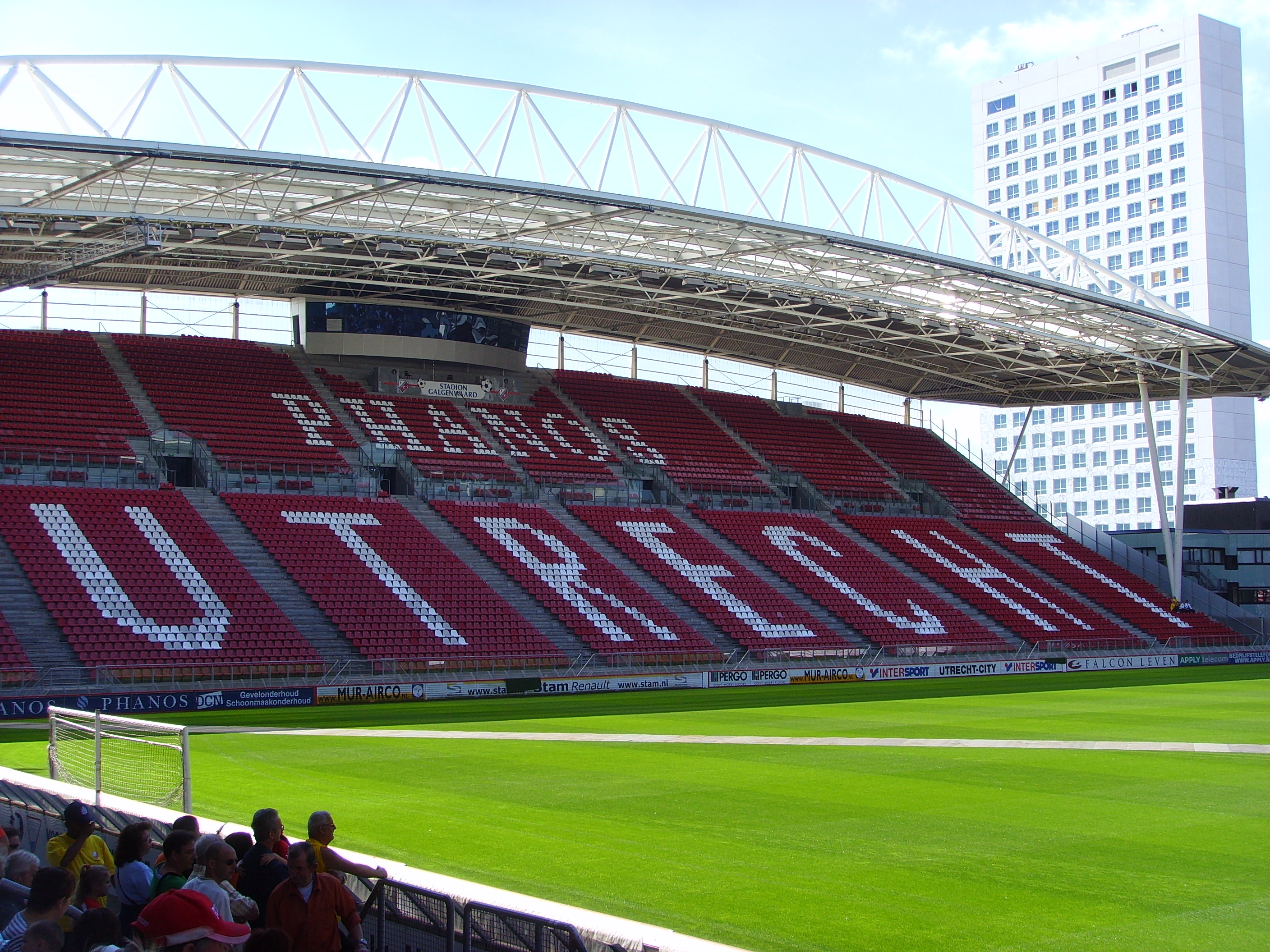
Südtribüne im Stadion Galgenwaard

Der Verein spielt in der erstmals 1936 eröffneten und zuletzt 2001 renovierten Stadion Galgenwaard (Galgenwerder), am Ostrand der Stadt. Die Heimstätte des FC Utrecht umfasst eine Kapazität von 24.500 Zuschauern. Bedeutende Turniere, in der die Anlage einbezogen wurde, waren die Feldhockey-Weltmeisterschaft der Damen und Herren im Jahr 1998 sowie die Junioren-Fußballweltmeisterschaft 2005.

## Erfolge
- Niederländischer Pokalsieger: 1985, 2003, 2004
- Johan-Cruyff-Schaal (Supercup): 2004

## Aktueller Kader 2025/26
Stand: 6. August 2025
| Nr.        | Nat.         | Name                 | Geburtstag    | im Verein seit | Vertrag bis |     |
| Tor        | Tor          | Tor                  | Tor           | Tor            | Tor         | Tor |
| ---------- | ------------ | -------------------- | ------------- | -------------- | ----------- | --- |
| 01         | Griechenland | Vasilios Barkas      | 30.05.1994    | 2023           | 2028        |     |
| 25         | Niederlande  | Michael Brouwer      | 21.01.1993    | 2024           | 2026        |     |
| 33         | Niederlande  | Kevin Gadellaa       | 08.04.2003    | 2024           | 2027        |     |
| Abwehr     |              |                      |               |                |             |     |
| 02         | Belgien      | Siebe Horemans       | 02.06.1998    | 2024           | 2027        |     |
| 03         | Niederlande  | Mike van der Hoorn   | 15.10.1992    | 2022           | 2026        |     |
| 05         | Island       | Kolbeinn Finnsson    | 20.05.1997    | 2024           | 2027        |     |
| 16         | Marokko      | Souffian El Karouani | 19.10.2000    | 2023           | 2026        |     |
| 23         | Danemark     | Niklas Vesterlund    | 06.06.1999    | 2024           | 2027        |     |
| 24         | Niederlande  | Nick Viergever       | 03.08.1989    | 2022           | 2026        |     |
| 40         | Belgien      | Matisse Didden       | 08.10.2001    | 2024           | 2028        |     |
| 44         | Niederlande  | Mike Eerdhuijzen     | 11.07.2000    | 2025           | 2029        |     |
| 55         | England      | Derry Murkin         | 27.07.1999    | 2025           | 2029        |     |
| Mittelfeld |              |                      |               |                |             |     |
| 06         | Niederlande  | Davy van den Berg    | 04.02.2000    | 2025           | 2028        |     |
| 07         | Danemark     | Victor Jensen        | 08.02.2000    | 2023           | 2026        |     |
| 08         | Deutschland  | Can Bozdoğan         | 5. April 2001 | 2023           | 2026        |     |
| 14         | Irak         | Zidane Iqbal         | 27.04.2003    | 2023           | 2027        |     |
| 20         | Niederlande  | Dani de Wit          | 28.01.1998    | 2025           | 2028        |     |
| 21         | Niederlande  | Gjivai Zechiël       | 01.06.20024   | 2025           | 2026        |     |
| 27         | Belgien      | Alonzo Engwanda      | 27.01.2003    | 2024           | 2028        |     |
| 38         | Indonesien   | Ivar Jenner          | 10.01.2004    | 2024           | 2026        |     |
| 43         | Marokko      | Rafik El Arguioui    | 31.07.2005    | 2014           | 2026        |     |
| Sturm      |              |                      |               |                |             |     |
| 09         | Niederlande  | David Min            | 23.06.1999    | 2024           | 2028        |     |
| 10         | Frankreich   | Yoann Cathline       | 22.07.2002    | 2025           | 2028        |     |
| 11         | Niederlande  | Noah Ohio            | 16.01.2003    | 2024           | 2027        |     |
| 15         | England      | Adrian Blake         | 15.07.2005    | 2023           | 2027        |     |
| 17         | Turkei       | Emirhan Demircan     | 20.01.2005    | 2025           | 2028        |     |
| 19         | Niederlande  | Jesse van de Haar    | 26.01.2005    | 2025           | 2028        |     |
| 22         | Spanien      | Miguel Rodríguez     | 29.04.2003    | 2025           | 2028        |     |
| 26         | Niederlande  | Miliano Jonathans    | 05.04.2004    | 2025           | 2028        |     |

## Bekannte Spieler
(Auswahl)
| Name des Spielers    | Zeitraum            | Bemerkung                                                                                         |
| -------------------- | ------------------- | ------------------------------------------------------------------------------------------------- |
| Dick Advocaat        | 1983–1984           | ehemaliger Trainer für Borussia Mönchengladbach                                                   |
| Tibor Dombi          | 2000–2002           | ehemaliger Spieler für Eintracht Frankfurt                                                        |
| Harry Decheiver      | 1997                | ehemaliger Spieler für SC Freiburg und Borussia Dortmund                                          |
| Jan Willem van Ede   | 1982–1996           | 409 Ligaspiele für FC Utrecht                                                                     |
| Jean-Paul de Jong    | 1993–2007           | 370 Ligaspiele für FC Utrecht ehemaliger Spieler für Arminia Bielefeld (Jugend) und VfL Osnabrück |
| Johan de Kock        | 1987–1994           | 224 Ligaspiele für FC Utrecht ehemaliger Spieler für den FC Schalke 04                            |
| Dirk Kuyt            | 1998–2003           | 160 Ligaspiele für FC Utrecht mehrfacher Nationalspieler der Niederlande                          |
| John van Loen        | 1983–1988 1996–1998 | 166 Ligaspiele für FC Utrecht                                                                     |
| Mihai Neșu           | 2008–2011           | ehemaliger rumänischer Nationalspieler                                                            |
| John O’Brien         | 1998–1999           | ehemaliger US-amerikanischer Nationalspieler                                                      |
| Włodzimierz Smolarek | 1990–1996           | ehemaliger Spieler für Eintracht Frankfurt                                                        |
| Stijn Vreven         | 1999–2003           | ehemaliger Spieler für 1. FC Kaiserslautern                                                       |
| Jan Wouters          | 1980–1986           | ehemaliger Spieler für FC Bayern München Europameister von 1988                                   |
| Sébastien Haller     | 2015–2017           | Spieler für Eintracht Frankfurt und Borussia Dortmund                                             |

## Utrechts Trainer
Seit Gründung, 1970, gab es beim FC Utrecht achtzehn Trainerwechsel. Erster Cheftrainer war der Niederländer Bert Jacobs. Er betreute die Mannschaft vier Jahre. Einziger ausländischer Trainer war bisher der Waliser Barry Hughes, der zwischen 1983 und 1984 dieses Amt vertrat. Han Berger und Nol de Ruiter waren die einzigen, die die Mannschaft in zwei verschiedenen Perioden führten. Mit sieben Jahren in Folge und neuen Jahren insgesamt, hält Berger den Vereinsrekord als Cheftrainer des FC Utrecht. Erfolgreichster Trainer war bisher Foeke Booy, der 2003 und 2004 den KNVB-Pokal und anschließend den Johan-Cruyff-Schaal gewinnen konnte.

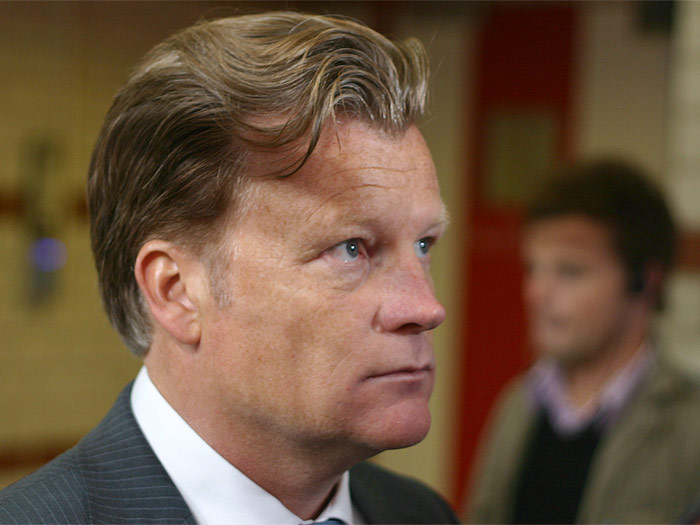
Mark Wotte (1998–2000)

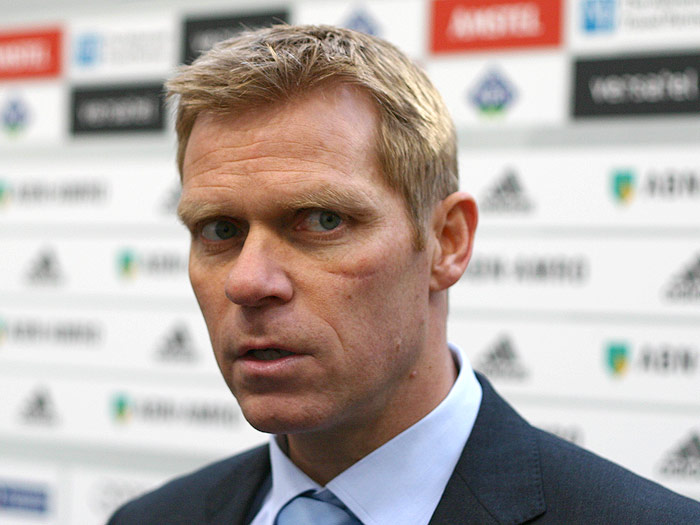
Foeke Booy (2002–2007)

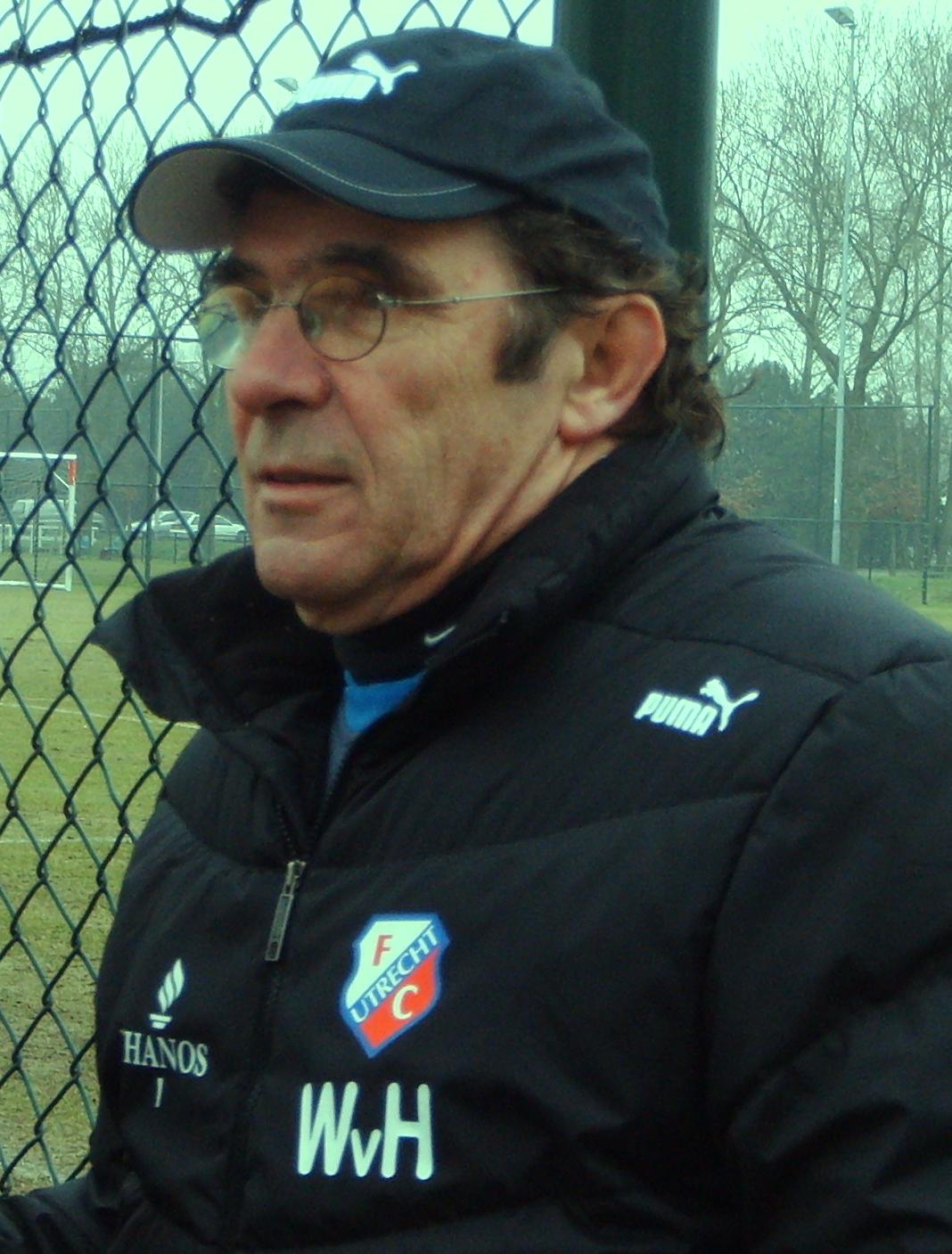
Willem van Hanegem (2007–2008)

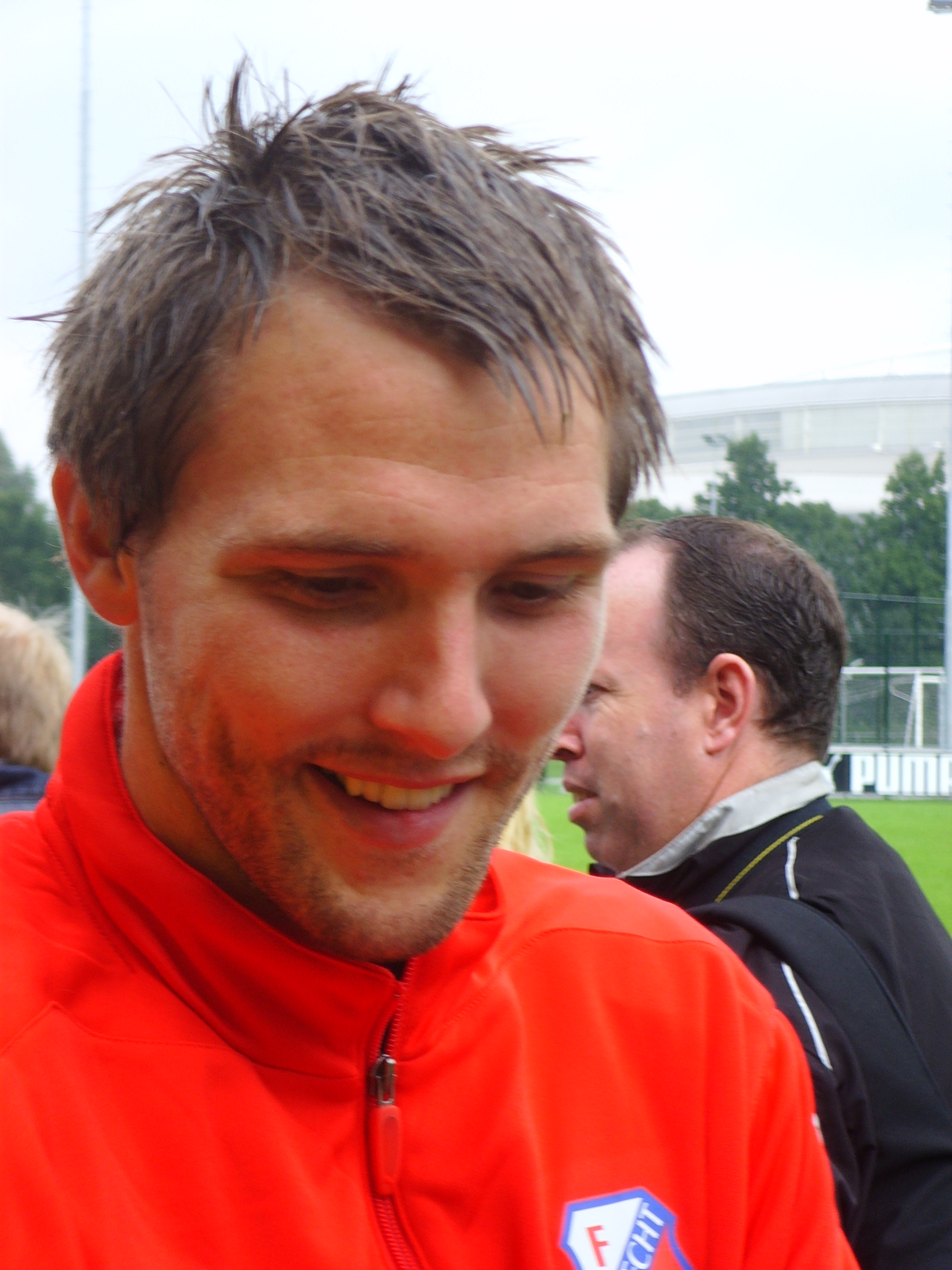
Michael Silberbauer
(2022–2025)

| Name des Trainers                                     | Zeitraum  |
| ----------------------------------------------------- | --------- |
| Bert Jacobs                                           | 1970–1974 |
| Jan Rab                                               | 1974–1976 |
| Han Berger                                            | 1976–1983 |
| Barry Hughes                                          | 1983–1984 |
| Nol de Ruiter                                         | 1984–1987 |
| Han Berger                                            | 1987–1989 |
| Kees Loffeld                                          | 1989–1990 |
| Ab Fafié                                              | 1990–1993 |
| Henk Vonk                                             | 1993      |
| Leo van Veen                                          | 1993–1995 |
| Ton du Chatinier Henk Vonk (Trainergespann) (Interim) | 1995      |
| Simon Kistemaker                                      | 1995      |
| Nol de Ruiter                                         | 1995–1996 |
| Ronald Spelbos                                        | 1996–1997 |
| Mark Wotte                                            | 1998–2000 |
| Frans Adelaar                                         | 2000–2002 |
| Foeke Booy                                            | 2002–2007 |
| Willem van Hanegem                                    | 2007–2008 |
| Ton du Chatinier                                      | 2008–2011 |
| Jan Wouters                                           | 2011      |
| Erwin Koeman                                          | 2011      |
| Jan Wouters                                           | 2011–2014 |
| Rob Alflen                                            | 2014–2015 |
| Erik ten Hag                                          | 2015–2017 |
| Jean-Paul de Jong                                     | 2018      |
| Marinus Dijkhuizen                                    | 2018      |
| Rick Kruys                                            | 2018      |
| Dick Advocaat                                         | 2018–2019 |
| John van den Brom                                     | 2019–2020 |
| René Hake                                             | 2020–2022 |
| Rick Kruys                                            | 2022      |
| Henk Fraser                                           | 2022      |
| Aleksandar Ranković (interim)                         | 2022      |
| Michael Silberbauer                                   | 2022–2023 |
| Ron Jans                                              | 2023–     |

## Utrechts Präsidenten
Die Präsidenten des FC Utrecht waren bisher alle Niederländer. Seit 1970 gab es dreizehn Präsidentschaftsperioden mit zwölf unterschiedlichen Amtsinhabern. Einzige Person, die zweimal gewählt wurde, ist Jan Willem van Dop. Theo Aalbers betreute dieses Amt insgesamt neun Jahre und ist damit Rekordhalter.
| Name des Präsidenten | Zeitraum   |
| -------------------- | ---------- |
| Theo Brouwer         | 1970–1976  |
| Cees Werkhoven       | 1976–1981  |
| Willem Kernkamp      | 1981–1984  |
| Theo Aalbers         | 1984–1993  |
| Ted Elsendoorn       | 1993–1994  |
| Jan van de Kant      | 1994–1996  |
| Hans Herremans       | 1996–2000  |
| Gerrit Bloemink      | 2000–2002  |
| Erik Jan Visser      | 2002–2003  |
| Martin Sturkeboom    | 2003–2005  |
| Jan Willem van Dop   | 2005–2007  |
| Broos Schnetz        | 2007       |
| Jan Willem van Dop   | 2007-heute |

## Weitere Teams

### Jong FC Utrecht
Der Jong FC Utrecht ist die zweite Mannschaft des Vereins und funktioniert als eigenständiges Team. Sie trägt ihre Heimspiele im Sportcomplex Zoudenbalch aus, zu einigen Gelegenheiten finden auch Spiele im Stadion Galgenwaard, dem Stadion der ersten Mannschaft, statt. Die Mannschaft spielte bis zu deren Auflösung im Jahr 2016 in der Beloften Eredivisie, einer Liga, in der ausschließlich Zweitvertretungen von größeren Klubs gegeneinander antraten, und wurde in deren letzten Saison (2015/16) Meister. Seit der Saison 2016/17 spielt der Jong FC Utrecht nach dem Aufstieg in der zweitklassigen, professionellen Eerste Divisie, ist aber wie alle anderen Reserveteams nicht aufstiegsberechtigt. Aufgrund der professionellen Struktur der Liga innerhalb der Ligenpyramide des KNVB und der semi-professionellen Ausrichtung des Jong FC Utrecht kann nicht mehr ohne weiteres ein Spieleraustausch zwischen der ersten und der zweiten Mannschaft stattfinden wie noch zu der Zeit in der „Reserveliga“. Dies ist lediglich innerhalb der Sommer- und Wintertransferfenster möglich, eine Ausnahmeregelung greift bei Spielern, die noch weniger als 15 Spiele für die Profis absolviert haben.

### Frauenmannschaft
Eigens für die neu gegründete Eredivisie für Frauen gründete der Verein am 21. März 2007 eine Frauenmannschaft. Diese sollte für die kommenden drei Jahre als Projekt geführt werden, um Frauenfußball in den Niederlanden attraktiver zu machen. Erste Trainerin wurde die Niederländerin Maria van Kortenhof. Als Heimstätte dient der Sportcomplex Zoudenbalch.

### Nachwuchsmannschaften
Der FC Utrecht ist bekannt für seine gute Nachwuchsarbeit. Spieler wie Rick Kruys und Erik Pieters sowie die Europameister von 1988 Jan Wouters und Hans van Breukelen genossen die Ausbildung in den FCU-Jugendmannschaften. Betreut werden Teams von der F- bis zur A-Jugend. Die zweite Mannschaft des Vereins, der Jong FC Utrecht, stieg zur Saison 2016/17 in die Eerste Divisie auf.